# Love Her Madly
Love Her Madly è una canzone del gruppo rock statunitense The Doors, ed è un'altra canzone scritta dal chitarrista Robby Krieger. Fu il primo singolo estratto dall'album L.A. Woman e il dodicesimo nella discografia dei Doors. 
Il 45 giri, pubblicato nel marzo del 1971 anticipando l'imminente uscita dell'album L.A. Woman, scalò le classifiche fino ad arrivare alla posizione n°11.

## Posizioni Chart
| Anno | Singolo                                              | Chart             | Posizione |
| ---- | ---------------------------------------------------- | ----------------- | --------- |
| 1971 | "Love her Madly/(You Need Meat) Don't Go No Further" | Billboard Hot 100 | 11        |